# Leonhard von Stainach

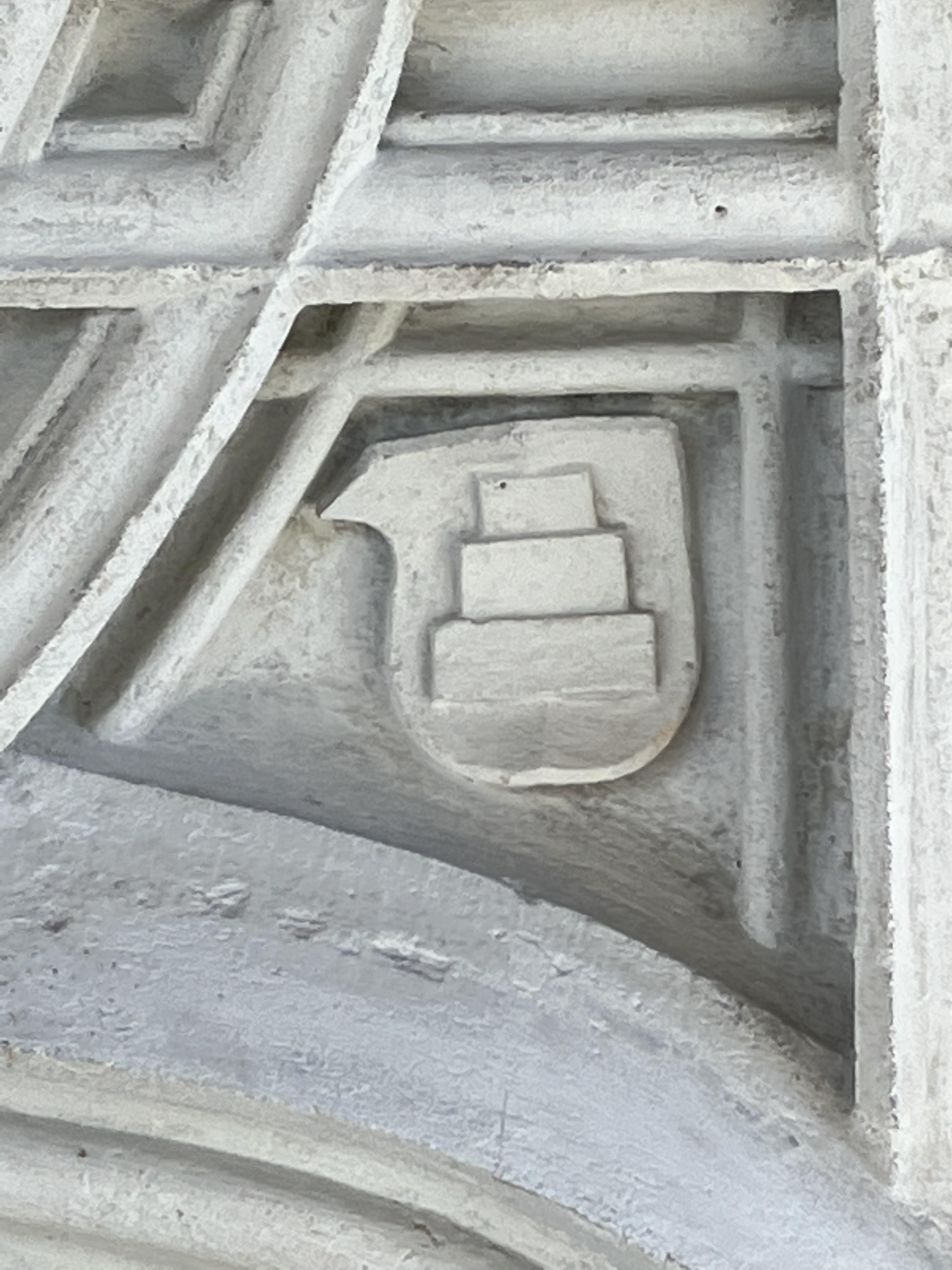
Wappen des Leonhard von Stainach an der Sebastianikapelle Weng

Leonhard von Stainach (* um 1450 in Stainach; † 11. Juli 1501 in Admont) war ein salzburgischer römisch-katholischer Geistlicher und von 1491 bis 1501 Abt der Benediktinerabtei St. Blasius zu Admont.

## Leben und Wirken
Um nach dem unrühmlichen Abgang des vorigen Abtes Antonius Gratiadei einen weiteren Eingriff Kaiser Friedrichs III. in die Rechte des Stifts zu verhindern, wurde 1491 der aus dem in Stainach ansässigen Adelsgeschlecht stammende Pfarrer von Sankt Gallen, Leonhard von Stainach, gewählt. Sein Vater Moritz von Stainach war stiftischer Burggraf auf Burg Gallenstein, und auch sein Bruder Georg wurde 1499 mit diesem Amt betraut. Einer Chroniknotiz zufolge war Abt Leonhard Präses eines zuvor in der Steiermark gegründeten und 1517 institutionalisierten Ritterordens des heiligen Christoph.
Unter Abt Leonhard erfuhr das Stift eine wirtschaftliche wie kulturelle Blüte. Ein Schwerpunkt der Tätigkeit Abt Leonhards galt der Sicherung des Klosterbesitzes, wobei er mit einer Beschwerde gegen das Stift Sankt Lambrecht den Rechtsweg bis an die Römische Kurie beschritt. Die Stiftsbibliothek verzeichnet den umfangreichen Erwerb von Handschriften und frühen Drucken, und auch die von seinem Vorgänger Antonius Gratiadei entwendeten Teile des Stiftsschatzes konnten 1492 zurückerstattet werden.
Auf eine größere Bautätigkeit im Admonter Stift verweist eine erhaltene Wappentafel Leonhards von Stainach. Auch bei den stiftischen Pfarrkirchen lässt sich eine größere Bautätigkeit, ausgeführt durch die Admonter Bauhütte und versehen mit aufwendigen spätgotischen Gewölben, feststellen. 1492 bis 1497 wurden Chor und Schiff der Pfarrkirche Hohentauern erneuert und mit Fresken geschmückt. Die 1424 errichtete, im Türkeneinfall 1480 beschädigte Kapelle St. Agatha der admontischen Propstei Zeiring wurde 1493 durch Abt Leonhard erneuert und 1495 durch den Seckauer Bischof Matthias Scheit, mit dem der Abt befreundet war, geweiht. Im nachfolgenden Jahr 1496 hielten sich die Konventualen des Stifts für 22 Wochen in der Propstei Zeiring auf, vermutlich aus Flucht vor einer Pestepidemie. In dieselbe Richtung verweist auch die Tatsache, dass dem als Pestheiligen verehrten Sebastian in den Jahren 1496 bis 1501 die Sebastianikapelle in Weng im Gesäuse errichtet wurde, die in ihrem Westportal das Familienwappen Abt Leonhards von Stainach, als redendes Wappen im roten Schild eine Stufenpyramide von drei behauenen silbernen Steinquadern, zeigt.